# Janusz Kusociński
Janusz Tadeusz Kusociński (Varsó, 1907. január 15. – 1940. június 21.) olimpiai bajnok lengyel atléta, futó.

## Pályafutása
1931-ben az év lengyel sportolójának választották.
Mindössze egy hónappal a Los Angeles-i olimpia előtt megdöntötte Paavo Nurmi 1926 óta fennálló világrekordját 3000 méteren. Los Angeles-ben egyedül 10 000 méteren indult. Ezt a versenyszámot 30:11,4-es új olimpiai rekorddal nyerte meg, ezzel pedig ő lett az 1912 óta a játékok programjában szereplő szám első nem finn bajnoka.
1934-ben ezüstérmes lett az Európa-bajnokságon 5000 méteren.

## Halála
Lengyelország német megszállása alatt pincérként dolgozott, de titokban a lengyel ellenállást segítette. 1940. május 26-án a Gestapo bebörtönözte, egy hónappal később pedig kivégezték a palmiryi vérengzés során.